# Sandarmoh
Sandarmok (ruski: Сандармох) je šumski masiv, 19 km od mjesta Povenec u Kareliji u Rusiji. To je mjesto masovnoga streljanja i masovna grobnica žrtava sovjetske političke represije za vrijeme Staljinove Velike čistke 1930-ih. 
Zatvorenici su pogubljeni u razdoblju od 27. listopada do 4. studenog 1937. Mnoge od žrtava bili su iz obližnjeg logora Solovki. Sandarmok je sada spomen-groblje.
Više od 9.000 tijela su pronađena u Sandarmoku 1997. godine od strane članova Memorijalnog društva, koji su zatim uredili spomen groblje na licu mjesta. Postavljeni su kameni spomenici u znak sjećanja na žrtve.
Prema dokumentima, koji se nalaze u arhivu ruske Federalne službe sigurnosti u Arhangelsku, bilo je ljudi 58 nacionalnosti, najviše Ukrajinci.
Ukrajina je proglasila 2012. godinu kao "godinu sjećanja na Sandarmok", povodom 75. obljetnice, kao počast tisućama pripadnika ukrajinske inteligencije, koji su pogubljeni jer su nadahnjivali ukrajinski narod, ispunjajući ih nacionalnim ponosom i snagom.
Među poginulima su: ukrajinski pjesnik Mykola Zerov, ukrajinski teatrolog Les Kurbas, ukrajinski političar Mihajlo Poloz, ruski jezikoslovac Nikolaj Durnovo, njemački svećenik Peter Weigel i dr.